# Tenom
Huyện Tenom là một huyện thuộc bang Sabah của Malaysia. Huyện Tenom có dân số thời điểm năm 2010 ước tính khoảng 56201 người.